# Ransarn
Ransarn är en sjö i Vilhelmina kommun i Lappland och ingår i Ångermanälvens huvudavrinningsområde. Sjön är 59,7 meter djup, har en yta på 28,3 kvadratkilometer och befinner sig 584 meter över havet. Sjön avvattnas av vattendraget Ångermanälven.

## Delavrinningsområde
Ransarn ingår i det delavrinningsområde (723163-146589) som SMHI kallar för Utloppet av Ransarn. Medelhöjden är 676 meter över havet och ytan är 102,1 kvadratkilometer. Räknas de 47 avrinningsområdena uppströms in blir den ackumulerade arean 609,41 kvadratkilometer. Avrinningsområdets utflöde Ångermanälven mynnar i havet. Avrinningsområdet består mestadels av skog (61 procent) och kalfjäll (11 procent). Avrinningsområdet har 28,31 kvadratkilometer vattenytor vilket ger det en sjöprocent på 27,7 procent.